# Де Валлен

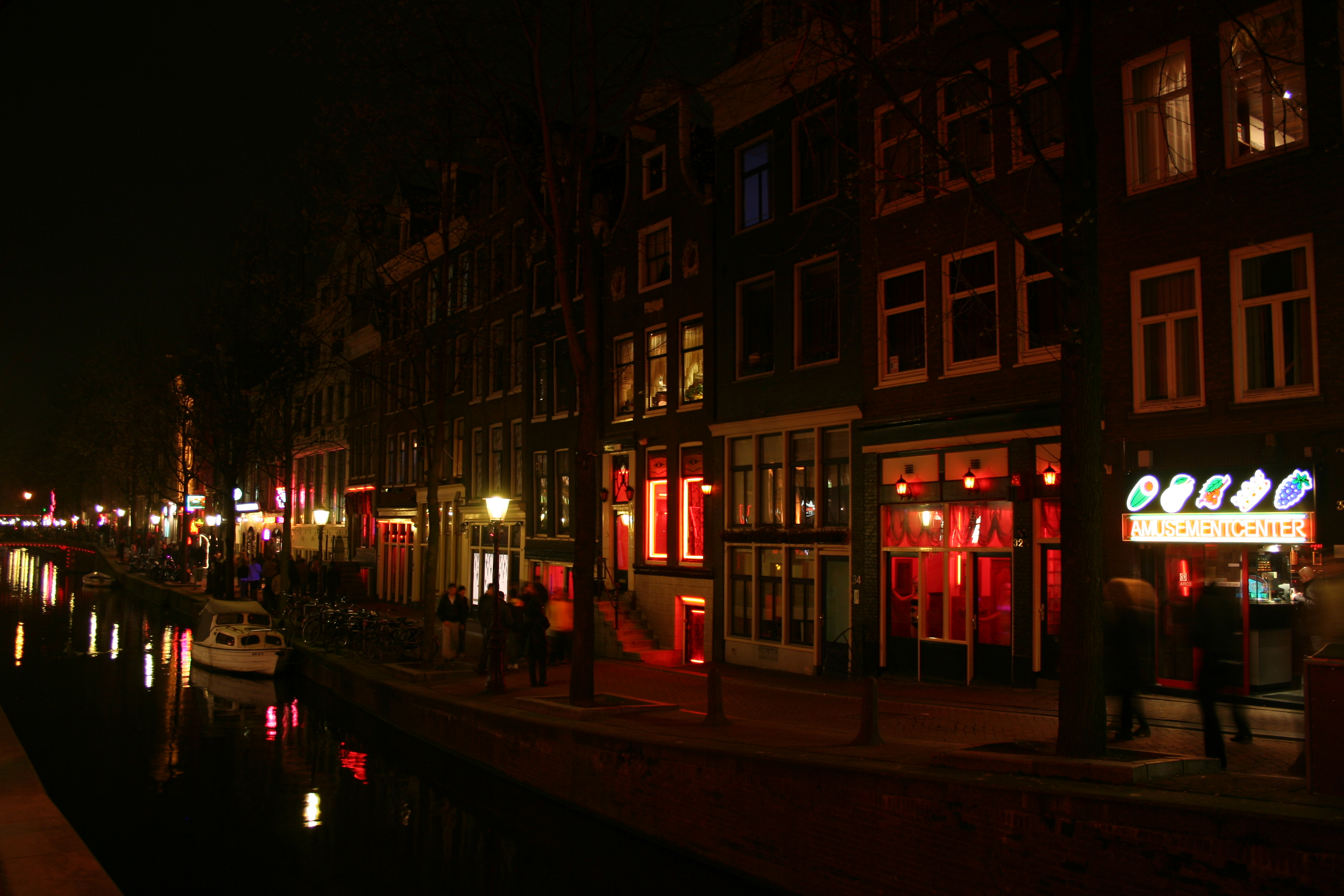
Подсвеченные красным окна вдоль одного из каналов

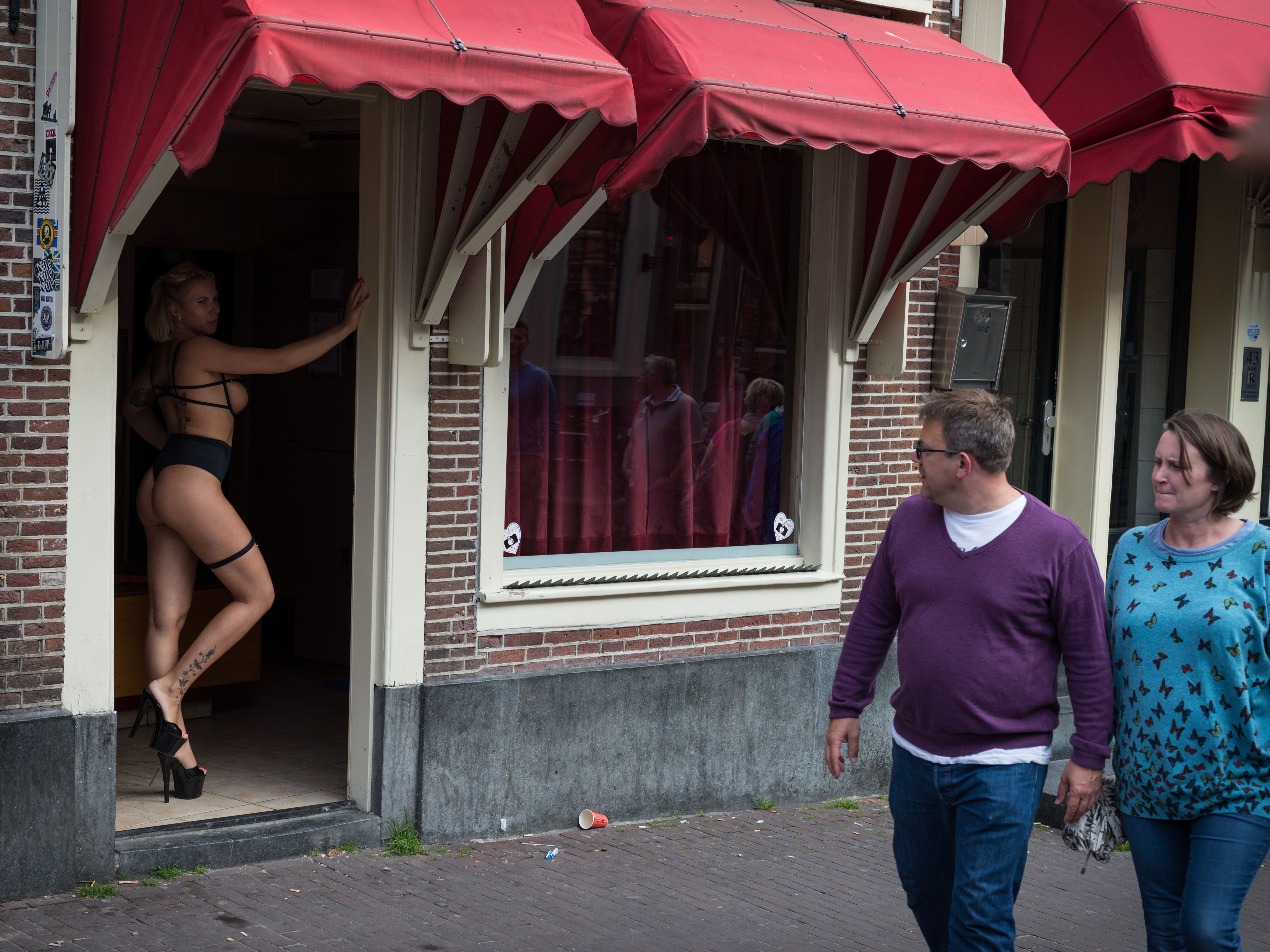

Де Валлен (нидерл. De Wallen; De Walletjes) — крупнейший и наиболее известный из кварталов красных фонарей в Амстердаме. Будучи одним из самых старых районов города, Де Валлен имеет архитектуру и структуру, типичную для Амстердама XIV века (хотя некоторые из зданий были построены совсем недавно). Квартал также примыкает к небольшому чайнатауну.
Квартал состоит из сети каналов и переулков, содержащих примерно триста однокомнатных кают с витринами, арендуемых проститутками, которые предоставляют свои сексуальные услуги за окном или стеклянной дверью, обычно освещенной красными светом. Эти «камеры» являются наиболее распространённым и типичным видом секс-услуг, оказываемых в районе красных фонарей в Амстердаме, и большой туристической достопримечательностью.
В квартале располагаются секс-шопы, секс-театры (Каса Россо), пип-шоу, музей каннабиса, кофейни, в которых продаётся марихуана. Кроме того, здесь открыт Музей проституции. Расположенный в бывшем борделе, он знакомит посетителей с историей и реалиями сегодняшней жизни проституток.
Кроме красных фонарей в Де Валлене можно найти кабинки с фонарями сиреневого цвета. Это говорит о том, что за стеклом трансвестит. Мужчины также предлагают свои услуги, но не в Де Валлене. Голубые фонари можно встретить на берегу Амстела.
Де Валлен, вместе с кварталами Сингелгебид (Singelgebied) и Рёйсдалкаде (Ruysdaelkade), вместе образуют Россе Бюрт (Rosse Buurt) — район красных фонарей города Амстердам. При этом де Валлен является старейшим и крупнейшим кварталом.
С 1 января 2020 года были запрещены экскурсии в квартал для просмотра витрин, как туристических объектов.  Власти объясняют запрет проявлением уважения к работницам секс-индустрии.